# Rio Beaver (Lago Simcoe)
 O rio Beaver é um rio na região de Durham, no centro de Ontário, Canadá. Faz parte da Bacia dos Grandes Lagos e é um afluente do Lago Simcoe. A bacia de drenagem do rio está principalmente na região de Durham, com a porção restante na cidade dos lagos Kawartha; toda a bacia hidrográfica está sob os auspícios da Autoridade de Conservação da Região do Lago Simcoe.

## Curso
O rio começa em um lago sem nome em Scugog, em Oak Ridges Moraine, e segue para o norte, passando brevemente por Uxbridge antes de retornar a Scugog. O rio continua para o norte e seu vale se torna em grande parte pantanoso, paralelamente à extinta linha de Toronto e Nipissing Railway para Coboconk. O rio passa sob a Ontario Highway 12/Ontario Highway 7 e entra em Brock. Na comunidade de Cannington, o rio vira para o noroeste e chega à foz no lago Simcoe, na comunidade de Beaverton.

## Tributários
- Vrooman Creek (esquerda)